# Пичинча (провинция)
Пичинча (исп. Pichincha) — провинция в Эквадоре, расположена на севере центральной части страны. Площадь составляет 9 110 км², население — 2 576 287 чел. (2010). Административный центр — город Кито, который также является и столицей страны.
До 2008 года в состав провинции входил также кантон Санто-Доминго, сейчас он образует отдельную провинцию Санто-Доминго-де-лос-Тсачилас.

## География
Восточную часть провинции занимают Анды, западная часть — находится в прибрежной зоне. Высшая точка — вулкан Каямбе (5790 м). Климат зависит от высоты и варьируется от тропического в предгорьях до умеренного, высоко в Андах. Растительность представлена сельвой и горными степями.

## Административное деление

Кантоны провинции Пичинча.

В административном отношении провинция подразделяется на 8 кантонов:
| № | Флаг | Кантон                                              | Население, чел. (2010) | Административный центр                              |
| - | ---- | --------------------------------------------------- | ---------------------- | --------------------------------------------------- |
| 1 |      | Каямбе (Cayambe)                                    | 85 795                 | Каямбе (Cayambe)                                    |
| 2 |      | Мехия (Mejía)                                       | 81 335                 | Мачачи (Machachi)                                   |
| 3 |      | Педро-Монкайо (Pedro Moncayo)                       | 33 172                 | Табакундо (Tabacundo)                               |
| 4 |      | Педро-Висенте-Мальдонадо (Pedro Vicente Maldonado)  | 12 924                 | Педро-Висенте-Мальдонадо (Pedro Vicente Maldonado)  |
| 5 |      | Пуэрто-Кито (Puerto Quito)                          | 20 445                 | Пуэрто-Кито (Puerto Quito)                          |
| 6 |      | Кито (Quito)                                        | 2 239 191              | Кито (Quito)                                        |
| 7 |      | Руминьяуи (Rumiñahui)                               | 85 852                 | Сангольки (Sangolquí)                               |
| 8 |      | Сан-Мигель-де-Лос-Банкос (San Miguel de Los Bancos) | 17 573                 | Сан-Мигель-де-Лос-Банкос (San Miguel de Los Bancos) |